# Hyphessobrycon eques
Espèce
Répartition géographique
Statut de conservation UICN

LC : Préoccupation mineure
Le Tétra joyau, Tétra sang ou Tétra serpae (Hyphessobrycon eques) est un poisson d'eau douce appartenant à la famille des Characidés. On le rencontre en Amérique du Sud, mais c'est aussi un poisson d'aquarium apprécié.

## Répartition géographique
Il est originaire des régions de Madère et Guaporé, de l'Amazone et au Paraguay.

## Habitat
Poisson grégaire des eaux calmes à la végétation souvent riche d'Amazonie. Il est fréquent dans les eaux noires.

## Description

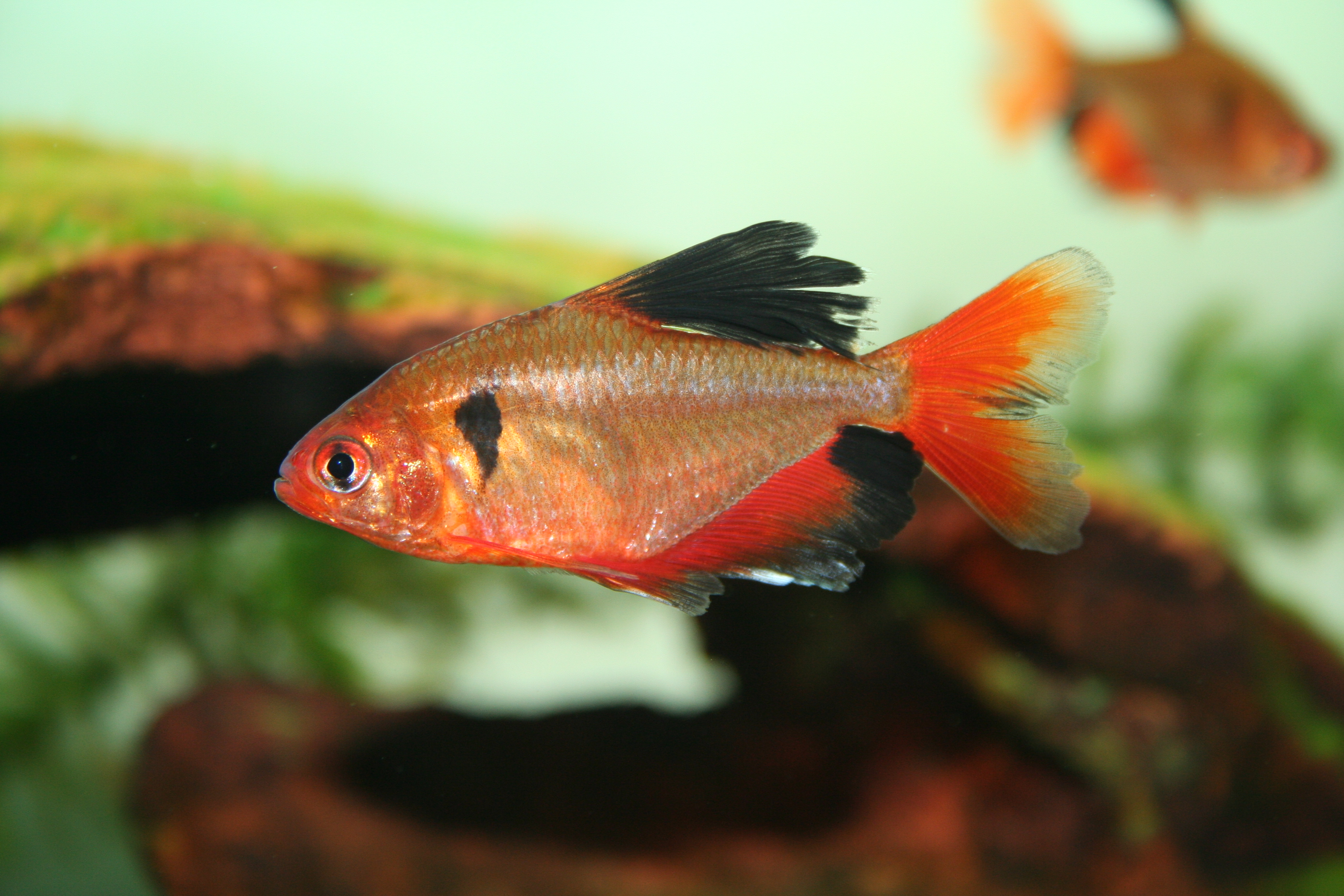
La variété voilée

C'est un petit poisson au corps trapu mesurant 4 cm en moyenne. Une tache noire en forme de virgule se trouve derrière l'opercule. Sa livrée varie entre le marron et le orange avec des reflets jaunes, sa nageoire dorsale est noire.
Les nageoires dorsale et anale peuvent comporter un liseré blanc. La caudale est rouge brique et la nageoire adipeuse est transparente.
Il existe une variété voilée.
Les femelles sont un peu plus pâles et ont le ventre plus rebondi.

## Maintenance en aquarium
| Origine         | Amérique du Sud   | Eau           | Eau douce   |
| Dureté de l'eau | °GH               | pH            | 6,0-7,5     |
| Température     | Entre 24 et 28 °C | Volume mini.  | 100 L       |
| Alimentation    | Omnivore          | Taille adulte | De 4 à 5 cm |
| Reproduction    | ovipare           | Zone occupée  | Milieu      |
| Sociabilité     | Bonne             | Difficulté    | facile      |